# Relief von Vertault

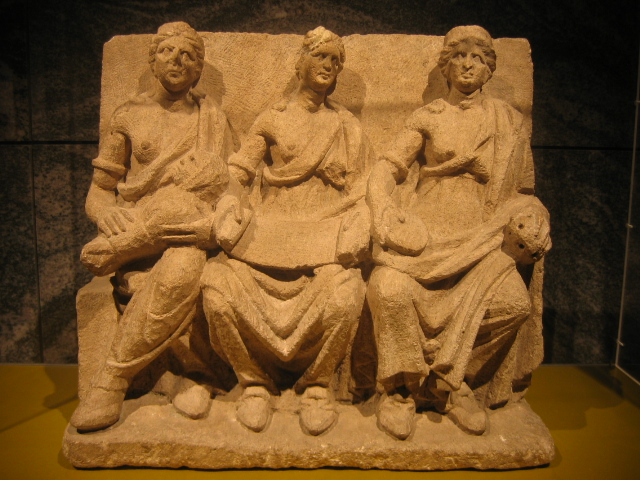
Relief von Vertault

Das Relief von Vertault ist ein römisches Relief aus Vertault, dem antiken Vertillum, im Département Côte-d’Or. Es befindet sich heute im Museum von Châtillon-sur-Seine.

## Beschreibung
Das 39 cm hohe Kalksteinrelief zeigt drei auf einer Bank sitzende, einheitlich gekleidete und zurechtgemachte Frauengestalten: Sie tragen lange Gewänder und geschlossene Schuhe. Die rechte Brust ist jeweils entblößt und der nackte rechte Oberarm mit einem Reif geschmückt. Während die beiden äußeren Figuren, die auch die gleiche Haartracht zeigen, geradeaus blicken, hat die mittlere ihren Kopf leicht zur Seite gedreht.
Die vom Betrachter aus linke Figur hat die Beine übereinandergeschlagen und hält ein Wickelkind auf ihrem Schoß, dessen Kopf auf ihrem linken Unterarm ruht, während ihre rechte Hand auf den eingewickelten Beinen des Babys liegt. Die mittlere Frauengestalt scheint soeben ein Stück Stoff, vielleicht eine Windel, nach beiden Seiten auf ihrem Schoß auseinanderzurollen, während die rechte Frau in der rechten Hand eine kleine Schale, in der linken einen großporigen Schwamm hält. Auf ihrem Schoß scheint ein Tuch ausgebreitet zu sein.

## Deutungsversuche
Die Attribute der Frauen können als Vorbereitung zum Waschen und Wickeln des Kindes gedeutet werden, wie denn auch Paul-Marie Duval erklärt, dass diese Matres (Matronen) „eigentlich mütterliche Aufgaben erfüllen“ und „die eine auf ihren Knien ein [...] Kind herzt, die zweite eine Windel ausbreitet und die dritte ein Gefäß und einen Schwamm hält“. Ähnlich wird die Gruppe in einer Arbeit interpretiert, die die in Frankreich und England gefundenen Darstellungen dieses Typus mit dem Kult der Nutrices in Poetovio und vergleichbaren Erscheinungen in anderen antiken Religionen in Verbindung bringt.
Dagegen misst eine weitere Deutung den Gebrauchsgegenständen in den Händen der Frauengestalten eine etwas davon abweichende religiöse Bedeutung bei und erklärt das vermeintliche Stück Stoff, das die mittlere Figur in den Händen hält, als Pergamentrolle. Die – in der Tat zum Waschen aufgrund ihrer Größe ungeeignet erscheinende – Schale der Dritten wird als Gefäß für ein Trankopfer interpretiert. Die Überlegungen enden mit der Frage, ob es sich bei den Gottheiten womöglich um Moiren oder Parzen handeln könnte, die über das Lebenslos des kleinen Kindes bestimmen. Auch wird darauf hingewiesen, dass ähnliche Gruppen, etwa die von Bolards/Nuits-Saint-Georges im Museum von Dijon oder das Relief von Saint-Boil im Museum von Chalon-sur-Saône, mit einer Waage, einem recht symbolträchtigen Instrument also, ausgestattet sind. Dies unterscheidet diese Gruppen von den mit Inschriften versehenen Matres-Gruppen wie der im Musée de Fourvière in Lyon, die wohl einst ein Lararium zierte und Fruchtbarkeit, Wohlstand und Familienglück garantieren sollte. Außer der Waage weist das Relief von Nuits-Saint-Georges auch noch weitere Elemente auf, die dem ansonsten ähnlichen Relief von Vertault fehlen: Cornu copiae, Bug und Steuerruder eines Bootes und eine Art Globus. Diese Elemente scheinen auf Fatum und Fortuna hinzuweisen, die Gesamtdarstellung kann dann als – nach Möglichkeit glückliche – Reise des Menschen durchs Leben auf den Tod zu gedeutet werden. Es ist auch möglich, dass die Darstellung auf den Reliefs absichtlich so ambivalent gehalten wurde: „[...] this motif may be an instance of deliberate ambiguity: napkin and scroll are similar visual images, and the iconography is probably interpretable at a number of levels; human fertility at one, the message of life and death at another […]“.